# Franz Caspar Schnitger
Franz Caspar Schnitger (Amburgo, 15 ottobre 1693 – Zwolle, 5 marzo 1729) è stato un organaro tedesco.

## Biografia
Franz Caspar Schnitger era uno dei figli del celebre organaro Arp Schnitger. Dopo la morte del padre continuò, presso il suo laboratorio di Amburgo, la professione paterna. Successivamente si trasferì a Zwolle, nei Paesi Bassi. Morì nel 1729 a soli 36 anni.

## Lavori
Di seguito, i principali lavori eseguiti da Franz Caspar Schnitger:
| Anno    | Città           | Luogo                 | Immagine | Manuali | Registri | Note |
| ------- | --------------- | --------------------- | -------- | ------- | -------- | --- |
| 1709-10 | Weener (D)      | San Giorgio           |          | II/P    | 22       | In collaborazione con suo padre Arp e suo fratello Johann Georg. Vedi la pagina di approfondimento.                                                    |
| 1720    | Vollenhove (NL) | San Nicola            |          | II/P    | 19       | Rifacimento dell'organo seicentesco Bosch. |
| 1721    | Zwolle (NL)     | San Michele Arcangelo |          | IV/P    | 64       | Franz Caspar realizzò questo strumento insieme a suo fratello Johann Georg secondo i progetti di suo padre Arp. Vedi la pagina di approfondimento.     |
| 1720-22 | Deventer (NL)   | Lebuinuskirche        |          | III/P   | 35       | Rifacimento di un organo preesistente, del quale vennero conservati diciassette registri.                                                              |
| 1722    | Meppel (NL)     | Madre di Dio          |          | III/P   | 27       | Completamento dell'organo iniziato da Jan Harmens Kamp.                                                                                                |
| 1723    | Duurswoude (NL) | Chiesa Protestante    |          | I/P     | 10       | L'organo era stato realizzato per la chiesa luterana di Zwolle, la quale lo vendette nel 1917 alla comunità di Duurswoude.                             |
| 1723-25 | Alkmaar (NL)    | San Lorenzo           |          | III/P   | 56       | Vedi la pagina di approfondimento. |
| 1725    | Drøbak (N)      |                       |          |         |          | |
| 1729    | Groningen (NL)  | San Martino           |          | III/P   | 47       | Lavori iniziati da Franz Caspar, ma interrotti dalla sua morte. L'organo viene ultimato da Albertus Antonius Hinsz. Vedi la pagina di approfondimento. |